# Protoanthicus valenciai
Protoanthicus valenciai là một loài bọ cánh cứng trong họ Anthicidae. Loài này được Moore & Vidal miêu tả khoa học năm 2006.